# وولنویه (آستراخان)
وولنویه (به لاتین: Volnoye) یک منطقهٔ مسکونی در روسیه است که در استان آستراخان واقع شده‌است.